# Campionato italiano maschile di pallacanestro 1924
Il campionato italiano maschile di pallacanestro 1924 rappresenta la quinta edizione del massimo campionato italiano di pallacanestro. Fu il terzo ed ultimo organizzato dalla Federazione Italiana Basket-Ball, che cambierà nome in Federazione Italiana Palla al Cesto.
È stato vinto dagli ASSI Milano in finale sulla Cairoli Novara.

## Finale
| Milano 26 ottobre 1924 | ASSI Milano | 29 – 14 | Cairoli Novara |  |

## Verdetti
- Campione d'Italia:  ASSI Milano

Formazione: Ballerini, Bruno Bianchi, Guido Brocca (capitano), Carlo Canevini, Alberto Valera, Giannino Valli. Allenatore: Guido Brocca.